# فاجعه تله کابین سترا موتارونه
در تاریخ ۲۳ مه ۲۰۲۱، در طی یک سفر برنامه‌ریزی شده، تله کابین استرزا-آلپینو-موتارون در ایتالیا پس از اینکه کابل کشش آن پاره شد، به زمین سقوط کرد و در نتیجه چهارده نفر کشته، و یک کودک نیز به شدت زخمی شد. یکی از کشته‌شدگان مردی ایرانی بوده‌است.
بر اساس گفته‌های امدادگران آلپاین که عملیات نجات را رهبری می‌کردند تله کابین در خطی بود که شهر استرسا را به قله موتارونه متصل می‌کرد و به منطقه ای جنگلی وارد می‌شد. این حادثه مرگبارترین فاجعه تله کابین ایتالیا از زمان فاجعه تله کابلی کاوالزه در سال ۱۹۹۸ محسوب می‌شود.